# Yläne
Yläne este o fostă comună din Finlanda.